# Landero y Coss (kommun)
Landero y Coss är en kommun i Mexiko.   Den ligger i delstaten Veracruz, i den sydöstra delen av landet, 240 km öster om huvudstaden Mexico City. Arean är 21,4 kvadratkilometer.
Terrängen i Landero y Coss är varierad.
Följande samhällen finns i Landero y Coss:
- Buena Vista